# Els elfs i el sabater
Els elfs i el sabater és un conte popular recollit pels germans Grimm. De vegades, pot confondre's amb altres relats de títol similar, que poden ser versions d'aquest o no tenir-hi res a veure.

## Argument
Un sabater molt pobre només tenia pell per a fer un últim parell de sabates. Va tallar la pell i va pregar ajuda a Déu abans d'anar-se'n a dormir. L'endemà, va veure unes sabates ja llestes fetes amb aquella pell i un disseny excepcional, que li van comprar per força diners. Va pagar alguns deutes i va comprar pell per a dos parells de sabates. Màgicament l'endemà estaven fets, també de forma perfecta, i va aconseguir un alt preu per tots dos. Així va passar durant diverses nits, fins que va poder tornar a tenir una posició. Amb els diners sobrers feia obres de caritat.
Una nit, va proposar a la seva dona quedar-se desperts per veure què passava amb la pell que deixaven. Amagats en un racó, van veure com un grup de petits elfs nus arribaven i treballaven a tota velocitat amb la pell, confeccionant sabates de gran qualitat. La dona es va compadir de les criatures, i va proposar de fer-los roba en agraïment. Aquella nit els elfs van emprovar-se els nous vestits i van sortir cantant de la casa, per no tornar més. La parella tenia prou diners com per a viure amb gran comoditat.

## Anàlisi
El conte pertany a la tipologia 503 de la classificació Aarne-Thompson, ja que uns elfs ajuden els protagonistes. En aquest cas, el narrador subratlla que es mereixien l'ajuda, ja que ajudaven els altres amb els diners aconseguits i teixeixen roba per als elfs.
La història conté nombrosos elements propis del conte de fades. En primer lloc, narra el pas de la pobresa a la riquesa, una constant en aquestes relats dirigits a les classes més baixes de la societat. Apareix la màgia i la repetició d'episodis (diverses nits), fruit de la seva transmissió oral. Per acabar, hi ha un final feliç que suposa la inversió de la situació inicial.
Ela mateixos germans Grimm van afirmar que la presència d'elfs ajudants era molt comuna en els contes populars del sud d'Escòcia i nord d'Anglaterra, d'on sembla provenir aquest. La pregària a Déu probablement és una addició posterior. En molts relats, la roba és el que necessiten o reben a canvi de la seva feina, sigui aquesta voluntària o obligada.